# عبد الجبار الرفاعي
عبد الجبار الرفاعي، مفكر عراقي وأستاذ فلسفة إسلامية وعضو في المجمع العلمي العراقي، مواليد ذي قار – العراق، سنة 1954.حاصل على عدة شهادات أكاديمية منها دكتوراه فلسفة إسلامية، بتقدير امتياز، 2005، وماجستير علم كلام، 1990، وبكالوريوس دراسات إسلامية، 1988، ودبلوم فني زراعي، 1975. وله رؤية فلسفية حول الإصلاح ومناهج التفكير الديني، اعترافًا بالمهمة التي نهضت بها مجلةُ قضايا إسلامية معاصرة (والتي أسسها ويرأس تحريرها)، في بناء علم الكلام الجديد وفلسفة الدين باللغة العربية، وبوصفها الدوريةَ الأهمّ المتخصصة في الأديان بالعربية خصّص “المعهد البابوي في روما التابع للفاتيكان” كتابَه السنوي عام 2012 لهذه المجلة. وقضايا إسلامية معاصرة مجلة فكرية فصلية تهتم ببناء فلسفة الدين وعلم الكلام الجديد، أسّسها ويحرّرهاعبد الجبار الرفاعي منذ ربع قرن تقريبًا، ومازالت تصدر حتى اليوم.

## النشأة والتعليم
عبد الجبار الرفاعي من مواليد الرفاعي بمحافظة ذي قار في العراق، سنة 1954، وتخرج في المعهد الزراعي ببغداد سنة 1975، انخرط في دراسة علوم الدين في الحوزة العلمية في النجف الاشرف سنة 1978، وحضر دراسة المقدّمات وبعض السطوح فيها، ثم أكمل ما بقي من دراسة “السطوح” و”البحث الخارج” في الحوزة العلمية بمدينة قم، وهي أعلى مراحل الدراسة الدينية في الحوزات.
```
وحصل الرفاعي على الدكتوراه في الفلسفة الإسلامية، بتقدير امتياز، 2005. والماجستير في علم الكلام، بتقدير امتياز، 1990، وبكالوريوس المعارف الإسلامية، بتقدير امتياز، 1988. وحصل على لقب الأستاذية سنة 2012، وأشرف على وناقش أكثر من 60 اطروحة دكتوراه ورسالة ماجستير في الفلسفة وعلم الكلام والدراسات الإسلامية. وبلغت آثارُ عبد الجبار الرفاعي المطبوعة حتى اليوم 50 عنوانًا.
```

ويعد الرفاعي من المفكرين البارزين في العراق والعالم العربي بعد أكثر من أربعة عقود على الاشتغال في حقل التجديد الفكري والديني.

## فلسفته
يشير الرفاعي إلى أن «فهم الدين يتطور تبعًا لتطوّر فهم الإنسان لنفسه، وتفسيره للطبيعة واكتشافه لقوانينها وتسخيره لها؛ على اعتبار أنه كلّما تقدّم العلم بحقيقة الإنسان، وتمّ اكتشاف المزيد من قوانين الطبيعة، وتراكمت المعارف كيفًا وكمًا، فلا بد أن يتطورَ بموازاتها فهم الدين، وتحيين المعنى الديني، بالمستوى الذي يستجيب للواقع الجديد الذي تنتجه العلوم والمعارف والتقنيات الجديدة».
يرى صاحب كتاب «علم الكلام الجديد» أن «المعنى الديني الذي ينتجه علمُ الكلام القديم لا يمكنه إرساءُ أسسٍ للعيش المشترَك بين مختلف الأديان والثقافات، وبناءُ علاقات دولية سلمية تحقّق المصالح المشتركة بين الشعوب؛ على اعتبار أنّ المقولات الكلامية الموروثة لا تصلح منطلَقًا للحوار الصادق المنتج بين الأديان، الذي لا يمكن أن يؤتي ثماره إلا بالإيمان بالحقّ في الاختلاف، وتبنّيه أصلًا في أيّ حوار وتفاهم ونقاش مع المختلِف في الدين، والعمل على اكتشاف ما هو جوهري في كلّ دين».
هكذا يصل الرفاعي إلى أنّ «علم الكلام القديم انتهت صلاحيته، وأنّ ذلك ما يدعو للعمل على بناء» علم كلام جديد«، واقترح معيارًا يمكن على أساسه تصنيف مفكر بأنه» متكلم جديد«، هو تعريفُه للوحي خارج مفهومه في علم الكلام القديم؛ بوصف الوحي المفهومَ المحوري الذي تتفرع عنه مختلف المسائل الكلامية».

## المؤلفات
| • نظرات في تزكية النفس – 1985 • حركة القومية العربية: دراسة نقدية في بواعثها الايديولوجية – 1985 • مصادر الدراسة عن الدولة والسياسة في الإسلام – 1986 • التبليغ والإعلام الإسلامي – 1989 • معجم ما كتب عن الرسول وأهل البيت (12 مجلدًا) – 1991-1995 • ترجمة: شرح المنظومة في الفلسفة الإسلامية (4 أجزاء) – 1992-1993 • معجم الدراسات القرآنية (مجلدان) – 1993 • متابعات ثقافية: مراجعات وقراءات نقدية – 1993 • المرأة والأسرة في الإسلام – 1993 • معجم المطبوعات العربية في إيران – 1993 • موجز تاريخ الطباعة – 1994 • إحياء التراث العربي في إيران – 1994 • ترجمة: محاضرات في الفلسفة الإسلامية – 1994 • الاختراق الثقافي: معجم ببليوغرافي تحليلي – 1995 • موسوعة مصادر النظام الإسلامي (10 مجلدات) – 1996 • منهج محمد باقر الصدر في تجديد الفكر الإسلامي – 1997 • تطور الدرس الفلسفي في الحوزة العلمية – 2000 • مناهج التجديد – 2000 • الفكر الإسلامي المعاصر: مراجعات تقويمية – 2000 • محاضرات في أصول الفقه (مجلدان) – 2000 • مبادئ الفلسفة الإسلامية (مجلدان) – 2001 • جدل التراث والعصر – 2001 • مدرسة أهل البيت في المدينة والكوفة – 2001 • تحقيق: موجز في أصول الدين – 2001 • فلسفة الفقه ومقاصد الشريعة – 2001 • علم الكلام الجديد وفلسفة الدين – 2002 • مقاصد الشريعة – 2002 | • نحن والغرب: جدل الصراع والتعايش – 2002 • الاجتهاد الكلامي: مناهج ورؤى متنوعة – 2002 • ترجمة: العقلانية والمعنوية (بالاشتراك) – 2005 • ترجمة: التدين العقلاني (بالاشتراك) – 2005 • مقدمة في السؤال اللاهوتي الجديد – 2005 • الإسلام المعاصر والديمقراطية – 2005 • التسامح ومنابع اللاتسامح – 2005 • الدرس الكلامي والفلسفي في الحوزة العلمية – 2005 • التسامح ليس منّة أو هبة – 2006 • معجم ما كتب في الحج والزيارة – 2007 • تحديث الدرس الكلامي والفلسفي في الحوزة العلمية – 2010 • إنقاذ النزعة الإنسانية في الدين – 2012 • تمهيد لدراسة فلسفة الدين – 2014 • الدين وأسئلة الحداثة – 2015 • الإيمان والتجربة الدينية – 2015 • الدين والظمأ الأنطولوجي – 2015 • الحب والإيمان عند سورن كيركگورد – 2015 • علم الكلام الجديد: مدخل لدراسة اللاهوت الجديد – 2016 • الهرمنيوطيقا والتفسير الديني للعالم – 2017 • الدين والاغتراب الميتافيزيقي – 2018 • الشيخ أمين الخولي: الهرمنيوطيقي الأول في عالم الإسلام – 2020 • مقدمة في علم الكلام الجديد – 2021 • الدين والكرامة الإنسانية – 2021 • مسرات القراءة ومخاض الكتابة – 2023 • مفارقات وأضداد في توظيف الدين والتراث – 2023 • الدرس الفلسفي في المدارس الدينية: الواقع وآفاق الانتظار – 2024 • ثناء على الجيل الجديد – 2024 ‌ |  |

## الجوائز
- الجائزة الأولى للبطريركية الكلدانية لأفضل الأعمال الفكرية عام 2020.[7]
- الجائزة الأولى للإنجاز الثقافي في الدوحة على منجزه الفكري الرائد وآثاره في تأصيل المعرفة وثقافة الحوار وترسيخ القيم السامية للتنوع والتعددية والعيش المشترك، الدوحة – قطر 14 ديسمبر 2017.
- الدرع الذهبي للحركة الثقافية بأنطلياس في لبنان، لدوره في إغناء المنجز الثقافي في العالم العربي، 1 مارس 2013.[4][5]
- الجائزة الأولى على أطروحته للدكتوراه، في مباراة تنافست فيها أكثر من 200 رسالة وأطروحة جامعية، نظّمها مكتب الشهيد الصدر سنة 2009.[4][5]
- الجائزة الأولى لكتاب الوحدة الإسلامية في طهران على جهوده في الكتابة والنشر والدعوة للوحدة والعيش معًا في فضاء التنوع والاختلاف، سنة 2005.[4][5]
- الجائزة الأولى للمؤرخ العلامة حسن الأمين في بيروت على منجزه المعرفي والثقافي، 2003.[4][5]